# کاکا (فیلم ۱۳۹۵)
کاکا فیلمی به کارگردانی علی سراهنگ، نویسندگی علی سراهنگ و رضا اکبرپور و تهیه‌کنندگی امیر سمواتی ساخته سال ۱۳۹۵ است. این فیلم در ۲۷ شهریور ۱۳۹۹ به اکران در سینماها در آمد.

## خلاصه داستان
حسام مرد شصت ساله ایست که زن دوم و جوانی ، دور از چشم خانواده اش میگیرد . پسر حسام غافل از اینکه بداند او همسر پدرش است ، از پدر و مادرش میخواهد او را برایش خواستگاری کنند. فیلم ، درگیری دو نسل را در مقابل زیاده خواهی نسل گذشته و مهجور ماندن نسل جدید را نشان می دهد. 

## بازیگران
- مهران احمدی
- رؤیا افشار
- حسین محجوب
- رضا اکبرپور
- فرید سمواتی
- رها خدایاری
- شیفته خرم دل